# كاسي بارنفيلد
كاسي بارنفيلد (بالإنجليزية: Kacey Barnfield)‏ هي كاتبة سيناريو ومنتجة أفلام وعارضة وممثلة بريطانية، ولدت في 14 يناير 1988 في المملكة المتحدة.

## أعمال

### أفلام
- (2010)  الآخرة[5][6]
- (2013)  لا تتراجع أبدا

## وصلات خارجية
- كاسي بارنفيلد على موقع IMDb (الإنجليزية)
- كاسي بارنفيلد على موقع ألو سيني (الفرنسية)
- كاسي بارنفيلد على موقع أول موفي (الإنجليزية)
- كاسي بارنفيلد على موقع قاعدة بيانات الأفلام السويدية (السويدية)
- كاسي بارنفيلد على موقع قاعدة بيانات الفيلم (الإنجليزية)
- كاسي بارنفيلد على موقع كينوبويسك (الروسية)